# Wilhelm Windelband
Wilhelm Windelband (Potsdam, 11 maggio 1848 – Heidelberg, 22 ottobre 1915) è stato un filosofo tedesco.

## Biografia
Dopo aver studiato a Jena con Kuno Fischer, a Berlino con Hermann Lotze e a Gottinga, si laureò nel 1870 a Lipsia con la tesi Die Gewissheit der Erkenntis (La certezza della conoscenza). Fu professore di filosofia a Zurigo nel 1876, a Friburgo in Brisgovia dal 1877, a Strasburgo dal 1882 e, dal 1903, a Heidelberg, dove morì nel 1915. L'anno precedente era stato eletto Socio dell'Accademia delle Scienze di Torino.

## Pensiero
Nei Preludi (1884) Windelband afferma, in accordo con il suo maestro Kuno Fischer, la necessità, per combattere positivismo e materialismo, di un ritorno a Kant, un ritorno che è in realtà una rivisitazione fatta alla luce dello storicismo idealistico. Le categorie kantiane hanno bisogno, secondo Windelband, di essere integrate da un sistema di principi: i valori.
In Storia e scienza della natura (1894) Windelband distingue le scienze in nomotetiche (dal greco nómos e thetikós: «che stabilisce leggi») e idiografiche (dal greco ídios e graphikós: «che descrive il particolare»: le prime sono le scienze della natura che, descrivendo fenomeni che si ripetono esattamente nelle stesse condizioni, possono formulare «leggi» generali, mentre le seconde sono le scienze storiche che, studiando fenomeni che accadono una volta sola, unici, non ripetibili e particolari, non formulano leggi generali, ma esprimono «figure» individuate dal loro «valore» (v. ad esempio Immagine idiografica), perché «solo ciò che è unico ha valore».
Se allora la storia, secondo Windelband, è storia di valori, la filosofia è ora scienza critica della storia, così come un tempo essa era scienza della natura. In quanto scienza della storia la filosofia esprime giudizi non di fatto, o teoretici, ma giudizi di valore, o critici. I primi esprimono le relazioni che intercorrono tra i fatti, e sono propri delle scienze naturali, mentre i secondi esprimono le relazioni tra i fatti e la coscienza giudicante, e sono propri della filosofia. Questo non significa che il giudizio critico si fondi su criteri personali e dia un risultato soggettivo: anzi, Windelband ritiene che il giudizio critico possa acquisire validità oggettiva. La filosofia è dunque «scienza critica dei valori universali» e il suo compito è stabilire le «norme» sulle quali si fondano i tre giudizi critici fondamentali: il giudizio logico, il giudizio etico e il giudizio estetico.
Logica, etica ed estetica sono così i tre campi d'indagine della filosofia, dalla quale è esclusa tanto la metafisica, in quanto conoscenza puramente dogmatica della realtà, che la psicologia, disciplina che Windelband considera meramente empirica. Le norme logiche, etiche ed estetiche, sulle quali si fondano i relativi giudizi critici, sono stabilite da quella che Windelband chiama infatti «coscienza normale» o «normativa»: di questa, però, noi non possiamo raggiungere una completa comprensione, essendo essa «un ideale di cui cogliamo l'orlo soltanto».

## Opere
- Die Lehren von Zufall, 1870
- Die Gewissheit der Erkenntnis, 1870
- Storia della filosofia moderna, Leipzig 1878-1880; tr. it., Firenze 1925
- Preludi: saggi e discorsi d'introduzione alla filosofia, Freiburg im Breisgau 1884; tr. it., Milano 1947
- Geschichte der abedländischen Philosophie im Altertum, München 1888
- Storia della filosofia, Tübingen-Leipzig 1892; tr. it., 2. voll. Palermo 1939
- Geschichte und Naturwissenschaft, Straßburg 1894
- Platone, Stuttgart 1900; tr. it., Palermo 1914
- Die Prinzipien der Logik, Tübingen 1912